# Bénédicte Dorfman
Bénédicte Dorfman (nacida Bénédicte Luzuy, Burdeos, 2 de diciembre de 1970) es una deportista francesa que compitió en remo. Su esposo, Xavier Dorfman, compitió en el mismo deporte.
Ganó cuatro medallas de plata en el Campeonato Mundial de Remo entre los años 1996 y 2005. Participó en los Juegos Olímpicos de Sídney 2000, ocupando el séptimo lugar en la prueba de doble scull ligero.

## Palmarés internacional
| Campeonato Mundial | Campeonato Mundial       | Campeonato Mundial | Campeonato Mundial      |
| Año                | Lugar                    | Medalla            | Prueba                  |
| ------------------ | ------------------------ | ------------------ | ----------------------- |
| 1996               | Motherwell (Reino Unido) | Medalla de plata   | Scull individual ligero |
| 1997               | Aiguebelette (Francia)   | Medalla de plata   | Scull individual ligero |
| 1998               | Colonia (Alemania)       | Medalla de plata   | Scull individual ligero |
| 2005               | Kaizu (Japón)            | Medalla de plata   | Scull individual ligero |